# Guerra delle due capitali
La guerra delle due capitali (in cinese:两都之战) fu una guerra civile che scoppiò nel 1328 sotto la dinastia Yuan in Cina. Essa fu una guerra di successione combattuta tra le forze di base nella capitale yuan Khanbaliq (Dadu, moderna Pechino) e le forze di base nella capitale estiva di Shangdu dopo la morte dell'imperatore yuan Yesün Temür a Shangdu. Lo scontro tra i due gruppi fu una delle guerre più sanguinose e distruttive di tutta la storia Yuan. La guerra delle due capitali fu meno una guerra d'ideologia e più uno scontro tra differenti interessi famigliari attraverso alleanze politiche e rafforzamenti militari. Si concluse con la vittoria della fazione di Khanbalik, ma richiese anni prima della resa degli oppositori.

## Antefatto
Nel 1323, quando Shidebala Gegeen Khan (imperatore Yingzong) venne assassinato dal Gran Censore Tegshi e da Esen Temur, gruppi ribelli accolsero Yesün Temür come nuovo regnante. La morte di Yesün Temür Khan a Shangdu cinque anni dopo nell'agosto del 1328 diede a Külüg Khan (imperatore Wuzong) l'opportunità di emergere. L'erede designato, il figlio di Yesün Temür, Ragibagh, era stato insediato da un potente ufficiale musulmano e dal favorito di Yesün Temür, Dawlat Shah, al palazzo estivo di Shangdu il mese successivo. Nella capitale principale di Khanbalik (Dadu, moderna Pechino), ad ogni modo, pesanti azioni vennero intraprese nel tentativo di restaurare al trono i figli di Khayishan, sia Kusala (padre dell'ultimo regnante Yuan, Toghon Temür) che Tugh Temür. Ma fu in gran parte per l'ingenuità politica di El Temür che la sua famiglia Qipchaq raggiunse il suo zenith in Khayishan. Egli attivò quindi una cospirazione nella capitale di Khanbalik per detronizzare la corte di Shangdu. Col suo entourage ottenne enormi vantaggi economici dai lealisti di Yesün Temür. Anche se Temür venne richiamato a Khanbalik da El Temür mentre suo fratello Kusala era lontano nell'Asia Centrale; questi venne installato come nuovo reggente a Khanbaliq nel settembre di quell'anno e nel contempo Ragibagh succedette al trono di Shangdu. Non tutti coloro che parteciparono al movimento avevano legami con le famiglie di El Temür. I restaurazionisti sotto la guida di El Temür disponevano di notevoli risorse umane e materiali nella Regione Centrale (sotto Zhongshu Sheng), nell'Hunan, nelle province di Jiangzhe, Jiangxi e Huguang dove i lealisti si trovavano, mentre Shangdu aveva il solo supporto delle province di Lingbei, Liaoyang, Shaanxi, Sichuan e Yunnan, tutte geograficamente periferiche. Anche i principi mongoli e ufficiali d'alto rango di base in Manciuria si trovarono coinvolti nella guerra combattendo per ambo i fronti.

## La guerra
All'inizio della guerra, le forze di Ragibagh ruppero la Grande Muraglia in diversi punti, e penetrarono sino alla periferia di Khanbalik. El Temür, ad ogni modo, fu in grado di rivolgere ben presto la situazione a suo favore. I restaurazionisti della Manciuria e della Mongolia orientale lanciarono un attacco a sorpresa ai lealisti. Il loro esercito al comando di Bukha Temur e Orlug Temur, discendenti dei fratelli di Gengis Khan, circondarono Shangdu il 14 novembre, nel momento in cui la maggior parte dei lealisti era coinvolta nella guerra sul fronte della Grande Muraglia. I lealisti di Shangdu si arresero il giorno successivo, e Dawlat Shah e gran parte dei capi lealisti vennero fatti prigionieri e poi giustiziati. Ragibagh risultò disperso. Con la resa di Shangdu, la via alla restaurazione della linea di Khayishan era ormai aperta.
Ad ogni modo, un po' ovunque i lealisti non riuscirono a protrarre molto oltre la guerra. I lealisti di Shanxi al contrario non deposero le armi sino al dicembre del 1328, e la loro controparte a Sichuan si arrese solo il mese successivo. All'inizio dell'anno successivo vi fu una rivolta nello Yunnan, dove il principe Tugel si dichiarò indipendente. Alcune truppe vennero inviate contro di lui. Col supporto delle tribù della provincia, come i Lolo ed altre tribù di Miaotze ai confini dello Yunnan, Tugel riuscì a resistere all'esercito imperiale. L'esercito Yuan sotto il comando di Temur Buka venne sconfitto. A questo punto al principe Yuntu Temur venne ordinato di ritirare 20 000 uomini dalle province di Jiangzhe, Jiangxi ed Henan Jiangbei, e di guidare il suo esercito verso Yunnan. Gli ultimi resti dei lealisti non si arresero sino al 1332.